# Plougrescant
Plougrescant é uma comuna francesa na região administrativa da Bretanha, no departamento Côtes-d'Armor. Estende-se por uma área de 15,48 km². Em 2010 a comuna tinha 1 202 habitantes (densidade: 77,6 hab./km²).